# Andrius Gudžius
Andrius Gudžius (Kaunas, 14. veljače 1991. - ) je litvanski atletičar i bacač diska, svjetski prvak iz Londona 2017., svjetski juniorski prvak iz Kanade 2010. i svjetski prvak do 23 godine u Tampereu 2013. Svoj prvi seniorski nastup za Litvu ostvrio je na Svjetskom prvenstvu u altetici 2015. u Pekingu, gdje je u kvalifikacijama osvojio 14. mjesto, s hicem od 62,22 m, što nije bilo dovoljno za odlazak u završnicu, gdje je otišlo dvanaest najboljih bacača.

## Vanjske poveznice
|  | Zajednički poslužitelj ima još gradiva o temi Andrius Gudžius |